# Hangar Design Group
Hangar Design Group è un collettivo internazionale di creativi fondato nel 1980 dagli architetti Alberto Bovo e Sandro Manente.
La sede principale si trova a Mogliano Veneto, tra Venezia e Treviso. È situata in un sito che ospitò durante la prima guerra mondiale un ricovero per dirigibili dell'aria, da qui il nome dell'agenzia. Il dirigibile è diventato nel corso degli anni icona e simbolo di riconoscimento della società.
Dal 1999 conta una sede anche a Milano, alla quale si sono aggiunte quelle di New York in America (2001), e quella di Shanghai in Asia (2004). Esperienze di network in Barcellona (2009) e Hong Kong (2010).
Nel 2015 sigla una partnership strategica con l'azienda taiwanese Acera per un progetto di sviluppo in Asia.
Si occupa di branding, comunicazione, web, design di prodotto, architettura, grafica e media strategy. Ha disegnato e progettato loghi, identità di marca, campagne pubblicitarie, packaging e piattaforme digitali per numerose aziende italiane e straniere.
Oltre alla comunicazione visiva, l'azienda ha sviluppato numerosi progetti di design a livello internazionale che vanno dall'ideazione della casa mobile Sunset al progetto della travel mug One-o-One.
Hangar Design Group collabora dal 2000 con la Peggy Guggenheim Collection di cui cura la comunicazione visiva e sostiene le attività museali attraverso la partecipazione al progetto di Intrapresae Guggenheim.

## Progetti
Ha realizzato numerosi marchi, fra cui quelli di Intrapresae Fondazione Peggy Guggenheim, Marcolin, Conbipel, Valli&Valli VCR, La Perla Studio, Genagricola.
Ha curato, tra gli altri progetti di comunicazione per Nestlé, Perugina, Kraft, Rubelli, Giorgio Armani, Ferrari, Expo 2015, Pinacoteca di Brera, Rizzoli e progetti di interior design e retail design per Aeroporti di Roma, Sky, Zucchi, Bassetti, Etsy, Pratt Institute, Gruppo Coin, Mondadori, Lotto Sport, Frette.
Ha lavorato nel settore dell'editoria realizzando la Hangar Planning, divenuta, negli anni '90, un'agenda cult da collezione, collaborando in partnership con diversi autori tra cui Alessandro Mendini, Gabriele Basilico, Milton Glaser, Álvaro Siza, Maurizio Galimberti, Karim Rashid, Fabrizio Plessi, Paolo del Giudice, Toni Benetton, Massimo Scolari, Maurizio Pellegrin.
È attivo negli ambiti dell'Industrial design e dell'interior design, della comunicazione visiva e digitale. Ha realizzato progetti per case mobili prefabbricate, sistemi di illuminazione, arredo da esterni, mobili per ufficio, packaging per prodotti food and beverage, piattaforme digitali, sistemi di identità visive e di environmental design.

## Allestimenti
Tra i lavori più significativi:
- Triennale Milano - La Contaminazione tra le arti, 2005
- Palazzo Reale Milano - La Scapigliatura, Un “pandemonio” per cambiare l'arte, 2009
- Ca' dei Carraresi Treviso - Mostra Biennale d'arte - La Via della Seta. La nascita del Celeste Impero, 2006
- Scuola Grande di San Rocco Venezia - City Walls - Riqualificazione urbana, valorizzazione e tutela della città, 2007
- Superstudio Milano - About J - Fiera Internazionale del Gioiello, 1ª edizione 2007
- It's - Shanghai Expo 2010
- Peggy Guggenheim Collection Cafè, Venezia, 2014

## Pubblicazioni
- Maurizio Vitta (a cura di), Letting Ideas take Flight - Far volare le idee, Mondadori Electa, 2005
- Tra design e delirio, Lupetti Editori, 2007
- Hangar Carnet, Marsilio, 2009
- As I told you before, Ideas not Airships, Skira, 2011

## Premi e riconoscimenti
- Segnalazione Adi Index 2004 - Packaging Upim – Gruppo La Rinascente
- Eulda. European Logo Design Annual 2006 - Logo il Cannito
- Segnalazione Adi Index 2007 - New shape Ferrarelle Platinum Edition
- Red Dot Award 2008 - Ferrarelle Platinum Edition
- Premio il Mosnel “Questione di etichetta” 2008
- Idex NeoCon Toronto 2007 - Sistema per ufficio Diamond
- Premio Compasso d'Oro ADI 2011 - Progetto Sunset, casa mobile prefabbricata
- Selezione Compasso d'Oro International Award 2015 -Travel mug
- Red Dot Design Award Best of the Best 2016 - Travel mug